# Joan Busquets i Dalmau
Joan Busquets i Dalmau (Girona, Gironès, 18 de febrer de 1934 - Girona, Gironès, 13 de novembre de 2018) fou un sacerdot i historiador català.
Fill d’un bibliotecari arxiver, cursà els estudis eclesiàstics al Seminari de Girona i fou ordenat prevere a l'església de Sant Martí del Seminari el 7 de juliol del 1957. Després d’un breu vicariat a Palafrugell, es traslladà a Roma, on es llicencià en Història de l'Església a la pontifícia Universitat Gregoriana i en Teologia a la Universitat Pontifícia Lateranense. El 1966 es llicencià en Història a la Universitat Complutense de Madrid, i anys més tard, el 1993, obtingué el títol de doctor en història a la Universitat Autònoma de Barcelona, amb una tesi sobre Catalunya i l’Església al segle XVII. Els seus treballs d’investigació històrica s'han centrat en la revolta catalana del 1640 i el segle XVII en general, l'època del Barroc, i en l’aspecte eclesiàstic.
A la seva ciutat natal, compaginà les tasques pastorals amb les de professor al Seminari Major. Del 1960 al 1990 exercí com a professor al Seminari diocesà. El 1961 fou nomenat vicari de la parròquia de Santa Susanna del Mercadal de Girona i, més tard, capellà de la llar infantil i consiliari d’acció catòlica juvenil. Del 1969 al 1977 fou rector del Seminari Major de Girona i, del 1977 al 1982, vicari general de pastoral. Del 1982 al 1983, delegat de catequesi. Del 1984 al 1998, membre del Col·legi de Consultors i, del 1986 al 1988, també director del ‘Full Parroquial’. El 1986 se'l tornà a nomenar rector del Seminari diocesà, càrrec que exercí fins al 1996. Del 1988 al 1999, també fou rector del Seminari Major Interdiocesà de Catalunya amb seu a Barcelona, que aplega seminaristes del Bisbat de Tarragona, Bisbat de Solsona, Bisbat de Girona, Bisbat d'Urgell i Bisbat de Vic. Des del 1988 al exercí com a professor d'història de l'Església de l'Institut de Teologia, primer, i a l'Institut Superior de Ciències Religioses de Girona, després. Ensenya a l'Estudi General de Girona i a la Facultat de Teologia de Catalunya, d’on fou degà des de l'any 1994 fins al 2000. Del 1996 al 2010, responsable d’estudis del Seminari diocesà. Del 2001 al 2012, consiliari de la delegació episcopal de pastoral familiar i, del 2003 al 2008, també membre del Col·legi de Consultors.
Fins al 2005 fou el president de la Societat d’Estudis d'Història Eclesiàstica Moderna i Contemporània de Catalunya. Col·labora habitualment en revistes pastorals i científiques. Entre els seus assaigs, cal destacar Martí Luter. Valoració actual de la Reforma (1986), premi Carles Rahola d'assaig 1983, La Catalunya del Barroc vista des de Girona. La Crònica de Jeroni del Real (1626-83) (1994), la introducció a la primera versió catalana de les obres de Martí Luter, La llibertat del cristià, Comentari al Magnificat i La captivitat babilònica de l’Església (1996), La vocació: seguiment i servei (1997), El papa Joan XXIII, benaurat i benvolgut, i Pau VI i la represa del Concili, tots dos del 2003. També va escriure articles a Manuscrits, Revista de Girona, AIEG, Quaderns de Pastoral, entre altres publicacions.
De l'any 2005 al 2007, fou director del servei diocesà de formació permanent del laïcat i adscrit a Colomers, Garrigoles, Gaüses, Jafre, Vilopriu i Valldevià. Des de l’any 2006 era membre de la Delegació episcopal d'ecumenisme, i va viure els seus darrers dies a la residència sacerdotal Bisbe Sivilla de Girona, on li esdevingué la mort el 13 de novembre del 2018.

## Publicacions[5]
- Pau VI i la represa del Concili: lliçó inaugural del curs acadèmic 2003-2004 (2003)
- L'església i la ciència: de Galileu als nostres dies: lliçó inaugural de l'Institut de Superior de Ciències Religioses (IREL) Curs 1997-1998 (1998)
- La vocació: seguimiento y servicio (1997)
- La vocació: seguiment i servei (1997)
- La llibertat del cristià: Comentari al Magníficat; La captivitat babilònica de l'Església, Martin Luther (1996)
- La Catalunya del barroc vista des de Girona: la Crònica de Jeroni de Real, (1626-1683) (1994)
- Girona al segle XVII, amb Antoni Simon i Tarrés (1993)
- Una ciutat catalana del barroc: Girona segons la crònica de Jeroni de Real (1991)
- ¿Quién era Martín Lutero? (1986)
- Martí Luter : valoració actual de la Reforma (1986)
- I una terra nova (1985)